# Vallonina
La Vallonina (anche Valleonina o Val Leonina) è una valle montana degli Appennini centrali, posta sul massiccio del Terminillo, in provincia di Rieti, all'interno del territorio del comune di Leonessa.

## Descrizione
La valle, di origine glaciale e fluviale, si origina dalla sella di Leonessa tra la cresta del Terminillo a ovest e quella del Monte Elefante ad est, scende lunga e stretta, in circa mille metri di dislivello, lungo il versante settentrionale del massiccio montuoso fino a raggiungere l'abitato di Leonessa e sfociare sull'omonimo altopiano di Leonessa, tra il Monte di Cambio e il Monte Tilia. È attraversata dal fiume Corno, in questo primo tratto simile più ad un piccolo torrente, che più avanti bagna Leonessa e Cascia.
Fino ai 1.750 m di quota è contornata da boschi di faggio, mentre risulta spoglia nella parte sommitale, molto simile ad un paesaggio dolomitico. In particolare il bosco della Vallonina è classificato come sito di importanza comunitaria (SIC). La valle assume un buon interesse naturalistico e paesaggistico con veduta del lato nord-est del massiccio. A metà percorso circa si incontra la base degli impianti di risalita di Campo Stella, uno dei due poli sciistici del Terminillo assieme a Pian de Valli. È attraversata per tutta la sua lunghezza dalla strada provinciale 10 "Turistica del Terminillo", che la risale da Leonessa alla sella di Leonessa per poi terminare a Campoforogna. In inverno la strada non è transitabile dal Rifugio Sebastiani in poi, in quanto non viene eliminata la neve dagli appositi mezzi: di conseguenza in inverno i due versanti del Terminillo rimangono tra loro non collegati.
In estate la strada, visto il notevole spettacolo paesaggistico, è particolarmente apprezzata da ciclisti e motociclisti.